# Purpuraireseilanden
De Purpuraireseilanden (Arabisch: Dżazair as-Suwajra, Frans: Iles Purpuraires) zijn een groep Marokkaanse eilanden in de Atlantische Oceaan, in de baai van Essaouira.

## Geschiedenis
De eilandjes werden als in de oudheid en daarvoor bewoond door onder andere de Feniciërs en ook de Romeinen om er een blauwe kleurstof te winnen van bepaalde mariene organismen. Uit archeologisch onderzoek bleef dat tussen 2000 en 3000 voor Christus dit eiland al werd gebruikt voor onder andere de visvangst.